# The Three Musketeers (trilha sonora)
The Three Musketeers: Original Soundtrack é a trilha sonora do filme The Three Musketeers (1993). O álbum foi lançado em 16 de novembro de 1993, tendo lançado o single "All for Love". O álbum teve a participação dos integrantes Bryan Adams, Sting e Rod Stewart, sendo produzido por Michael Kamen.

## Lista de faixas
Todas as canções foram compostas por Michael Kamen, exceto "All for One".
1. "All for Love" (com Bryan Adams, Sting & Rod Stewart) – 4:36
2. "The Cavern of Cardinal Richelieu" – 2:55
3. "D'Artagnan" – 3:17
4. "Athos, Porthos and Aramis" – 5:21
5. "Sword Fight" – 3:18
6. "King Louis XIII, Queen Anne and Constance-Lady in Waiting" – 5:03
7. "The Cardinal's Coach" – 4:41
8. "Cannonballs" – 3:27
9. "M' Lady de Winter" – 4:14
10. "The Fourth Musketeer" – 5:20

## Paradas e posições
| País/Parada (1993)             | Melhor posição |
| ------------------------------ | -------------- |
| Estados Unidos (Billboard 200) | 101            |